# Neottiura bimaculata
Neottiura bimaculata (Linneo, 1767) è un ragno appartenente alla famiglia Theridiidae.

## Distribuzione
La specie è stata rinvenuta in varie località della regione olartica.

## Tassonomia
È la specie tipo del genere Neottiura Menge, 1868.
Non sono stati esaminati esemplari di questa specie dal 2009.
A dicembre 2013 è nota una sola sottospecie:
- Neottiura bimaculata pellucida (Simon, 1873) - Italia, Spagna, Francia